# عشق در ویلا
عشق در ویلا (به انگلیسی: Love in the Villa) یک فیلم کمدی رمانتیک آمریکایی محصول سال ۲۰۲۲ به نویسندگی، کارگردانی و تهیه کنندگی مارک استیون جانسون با بازی کاترینا گراهام، تام هاپر و ریموند ابلک است.
عشق در ویلا بیشتر نقدهای منفی منتقدان فیلم را دریافت کرد. بر اساس ۲۱ بررسی، در وب‌سایت جمع‌آوری نقد راتن تومیتوز دارای ۳۳ درصد تأییدیه است.

## داستان
در فیلم عشق در ویلا: زنی جوان پس از جدا شدن از نامزدش، به ورونا در ایتالیا سفر می‌کند. اما پس از رسیدن به ویلایی که برای خود رزرو کرده بود، متوجه می‌شود ویلا همزمان برای فردی دیگر نیز رزرو شده است و او مجبور است تعطیلات خود را در کنار مردی بریتانیایی و بدبین سپری کند.